# Jennifer Chandler
Pour les articles homonymes, voir Chandler.
Jennifer Kay Bellamy Chandler, née le 13 juin 1959 à Valley, est une plongeuse américaine.

## Carrière
Elle participe aux Jeux panaméricains de 1975 à Mexico et aux Jeux olympiques d'été de 1976 à Montréal, remportant dans les deux compétitions la médaille d'or en tremplin.
Elle est médaillée de bronze en tremplin aux Championnats du monde de natation 1978 à Berlin-Ouest.
Elle intègre l'International Swimming Hall of Fame en 1987.